# アレクサンドリア
アレクサンドリア（羅/英: Alexandria, 阿: الإسكندرية, 古希: Ἀλεξάνδρεια）は、カイロに次ぐエジプト第2の都市で人口は約526万人（2021年）。アレクサンドリア県の県庁所在地である。
世界的な企業や組織の支部、支社が置かれ、現在は北アフリカ有数の大都市にまで成長。2019年にアメリカのシンクタンクが発表したグローバル都市指標では第126位の世界都市と評価されている。
近現代の世界では「アレクサンドリア」と言えば当地を指す場合が多い。マケドニア国王アレクサンドロス3世（アレクサンダー大王）が、その遠征行の途上でオリエントの各地に自らの名を冠して建設したギリシア風の都市の第一号であった。建設当時のギリシア語（古典ギリシア語再建音）ではアレクサンドレイア (Ἀλεξάνδρεια, Alexandreia)。現代の現地語であるアラビア語においても「アレクサンドロス（イスカンダル）の町」を意味する名で呼ばれており、文語のフスハーではアル＝イスカンダリーヤ (الإسكندرية, al-Iskandarīya ないしはal-Iskandarīyah, al-Iskandariyya）、口語のエジプト方言ではエスケンデレイヤ (اسكندريه, Eskendereyya) という。
「地中海の真珠」とも呼ばれる港町アレクサンドリアでは、街中に英語の看板も多く、大きなサッカー場もある。歴史的経緯から多くの文化的要素を合わせ持ち、独特かつ開放的でコスモポリタン、そこはかとなく欧米的な雰囲気が漂う国際観光・商業都市である。国際機関も置かれ、世界保健機関の東地中海方面本部がある。

## 歴史
エジプトのアレクサンドリア（アレクサンドレイア）はギリシアのマケドニア王であったアレクサンドロス大王によって、紀元前332年に建設された。アレクサンドロスの死後は、その部下だったプトレマイオス1世がエジプトを支配し、古代エジプト最後の王朝であるプトレマイオス朝の首都として発展した。一時は人口100万人を超えたともいわれ、そのため「世界の結び目」と呼ばれた。
古代のアレクサンドリアは世界の七不思議の一つに数えられる巨大なファロス島の大灯台（現カーイト・ベイの要塞）や、各地から詩人や学者たちが集まってきた学術研究所ムーセイオン、文学・歴史・地理学・数学・天文学・医学など世界中のあらゆる分野の書物を集め、70万冊の蔵書を誇りながらも歴史の闇に忽然と消えたアレクサンドリア図書館があり、ヘレニズム時代の商業（地中海貿易）と文化の中心地として栄えた。『幾何学原論』で知られる数学者のエウクレイデスや、地球の大きさを正確に測ったアレクサンドリア図書館長エラトステネス、アルキメデス、ヘロン、クラウディオス・プトレマイオスなどが活躍した。
1世紀のアレクサンドリアには、古代最大のユダヤ人コミュニティが存在したが、ユリウス・カエサルによる紀元前47年のアレクサンドリア包囲戦により、世界最大のディアスポラ（民族離散）が生じて、哲学者フィロンらが活躍した。またキリスト教の初期から重要な拠点となり、古代神学の中心地のひとつともなった。ローマ・コンスタンティノポリス・アンティオキア・エルサレムとともに総主教座が置かれ、五大総主教座の一角を占めた。アレクサンドリア総主教庁はギリシャ正教とコプト正教会のものが現在も存続している。
365年のクレタ地震の津波はアレクサンドリアに破滅的な被害をもたらした。6世紀の末になっても、この日を「恐怖の日」として毎年記念した。
4世紀以降はアレクサンドリア学派と呼ばれる神学者たちが活躍した。641年にはアムル・イブン・アル＝アースがアレクサンドリアを攻略し、イスラーム世界に組みこんだ。アラブ時代当初は東ローマ帝国から切り離されたため、経済的に沈滞したが、学芸の都として性格は残り続け、古代ギリシア・ローマ文明にイスラーム文明が融合したアラビア科学揺籃の地のひとつとなった。
やがて、紅海からカイロを経てアレクサンドリアにもたらされたインドの香辛料を求めて、ヴェネツィアなどイタリア半島の諸都市から商人が訪れるようになると、地中海交易の重要拠点として再び経済的に繁栄した。16世紀にヨーロッパ諸国がアフリカ回りのインド洋航路を開拓するとイタリア諸都市とともに再び衰えを見せ始めるが、19世紀にムハンマド・アリーの近代化改革の一環として輸出商品としてナイル・デルタで綿花が大々的に栽培されるようになるとその積み出し港となり、国際貿易都市として三たび繁栄を始める。
現在ではエジプト・アラブ共和国の工業や経済の中心地、そして化学産業などが進出し、エジプト屈指の工業都市として発展を続けている。

## 地理
エジプト北部、ナイル川デルタの北西端に位置する。市街地は海岸に沿って細長く延びており、都市圏はアレクサンドリア県と一致する。首都カイロからの距離は約190キロメートルで東京―静岡の距離に相当する。

## 気候
砂漠気候に属しているが、地中海の影響でカイロに比べて湿度が高い。夏は比較的過ごし易いが、冬はエジプトの他の地域に比べて雨が多く降り、寒くなる。年間平均気温は20.4度、年間最高気温は24.9度、年間最低気温は15.8度、年間降水量は195.9ミリメートルである。
| アレクサンドリアの気候 | アレクサンドリアの気候 | アレクサンドリアの気候 | アレクサンドリアの気候 | アレクサンドリアの気候 | アレクサンドリアの気候 | アレクサンドリアの気候 | アレクサンドリアの気候 | アレクサンドリアの気候 | アレクサンドリアの気候 | アレクサンドリアの気候 | アレクサンドリアの気候 | アレクサンドリアの気候 | アレクサンドリアの気候 |
| 月 | 1月                    | 2月                    | 3月                    | 4月                    | 5月                    | 6月                    | 7月                    | 8月                    | 9月                    | 10月                   | 11月                   | 12月                   | 年                     |
| --- | ---------------------- | ---------------------- | ---------------------- | ---------------------- | ---------------------- | ---------------------- | ---------------------- | ---------------------- | ---------------------- | ---------------------- | ---------------------- | ---------------------- | ---------------------- |
| 最高気温記録 °C （°F） | 29 (84)                | 33 (91)                | 40 (104)               | 41 (106)               | 45 (113)               | 44 (111)               | 43 (109)               | 39 (102)               | 41 (106)               | 38 (100)               | 36 (97)                | 29 (84)                | 45 (113)               |
| 平均最高気温 °C （°F） | 18.4 (65.1)            | 19.3 (66.7)            | 20.9 (69.6)            | 24 (75)                | 26.5 (79.7)            | 28.6 (83.5)            | 29.7 (85.5)            | 30.4 (86.7)            | 29.6 (85.3)            | 27.6 (81.7)            | 24.1 (75.4)            | 20.1 (68.2)            | 24.9 (76.8)            |
| 日平均気温 °C （°F） | 13.4 (56.1)            | 13.9 (57)              | 15.7 (60.3)            | 18.5 (65.3)            | 21.2 (70.2)            | 24.3 (75.7)            | 25.9 (78.6)            | 26.3 (79.3)            | 25.1 (77.2)            | 22 (72)                | 18.7 (65.7)            | 14.9 (58.8)            | 20 (68)                |
| 平均最低気温 °C （°F） | 9.1 (48.4)             | 9.3 (48.7)             | 10.8 (51.4)            | 13.4 (56.1)            | 16.6 (61.9)            | 20.3 (68.5)            | 22.8 (73)              | 23.1 (73.6)            | 21.3 (70.3)            | 17.8 (64)              | 14.3 (57.7)            | 10.6 (51.1)            | 15.8 (60.4)            |
| 最低気温記録 °C （°F） | 0 (32)                 | 0 (32)                 | 2 (36)                 | 4 (39)                 | 7 (45)                 | 12 (54)                | 17 (63)                | 18 (64)                | 14 (57)                | 11 (52)                | 1 (34)                 | 1 (34)                 | 0 (32)                 |
| 雨量 mm （inch） | 52.8 (2.079)           | 29.2 (1.15)            | 14.3 (0.563)           | 3.6 (0.142)            | 1.3 (0.051)            | 0.01 (0.0004)          | 0.03 (0.0012)          | 0.1 (0.004)            | 0.8 (0.031)            | 9.4 (0.37)             | 31.7 (1.248)           | 52.7 (2.075)           | 195.94 (7.7146)        |
| 平均降雨日数 （≥0.01 mm） | 11                     | 8.9                    | 6                      | 1.9                    | 1.0                    | 0.04                   | 0.04                   | 0.04                   | 0.2                    | 2.9                    | 5.4                    | 9.5                    | 46.92                  |
| % 湿度 | 69                     | 67                     | 67                     | 65                     | 66                     | 68                     | 71                     | 71                     | 67                     | 68                     | 68                     | 68                     | 67.92                  |
| 平均月間日照時間 | 192.2                  | 217.5                  | 248                    | 273                    | 316.2                  | 354                    | 362.7                  | 344.1                  | 297                    | 282.1                  | 225                    | 195.3                  | 3,307.1                |
| 出典1：World Meteorological Organization (UN), Hong Kong Observatory for sunshine and mean temperatures, Climate Charts for humidity |                        |                        |                        |                        |                        |                        |                        |                        |                        |                        |                        |                        |                        |
| 出典2：Voodoo Skies and Bing Weather for record temperatures                                                                         |                        |                        |                        |                        |                        |                        |                        |                        |                        |                        |                        |                        |                        |

## 交通

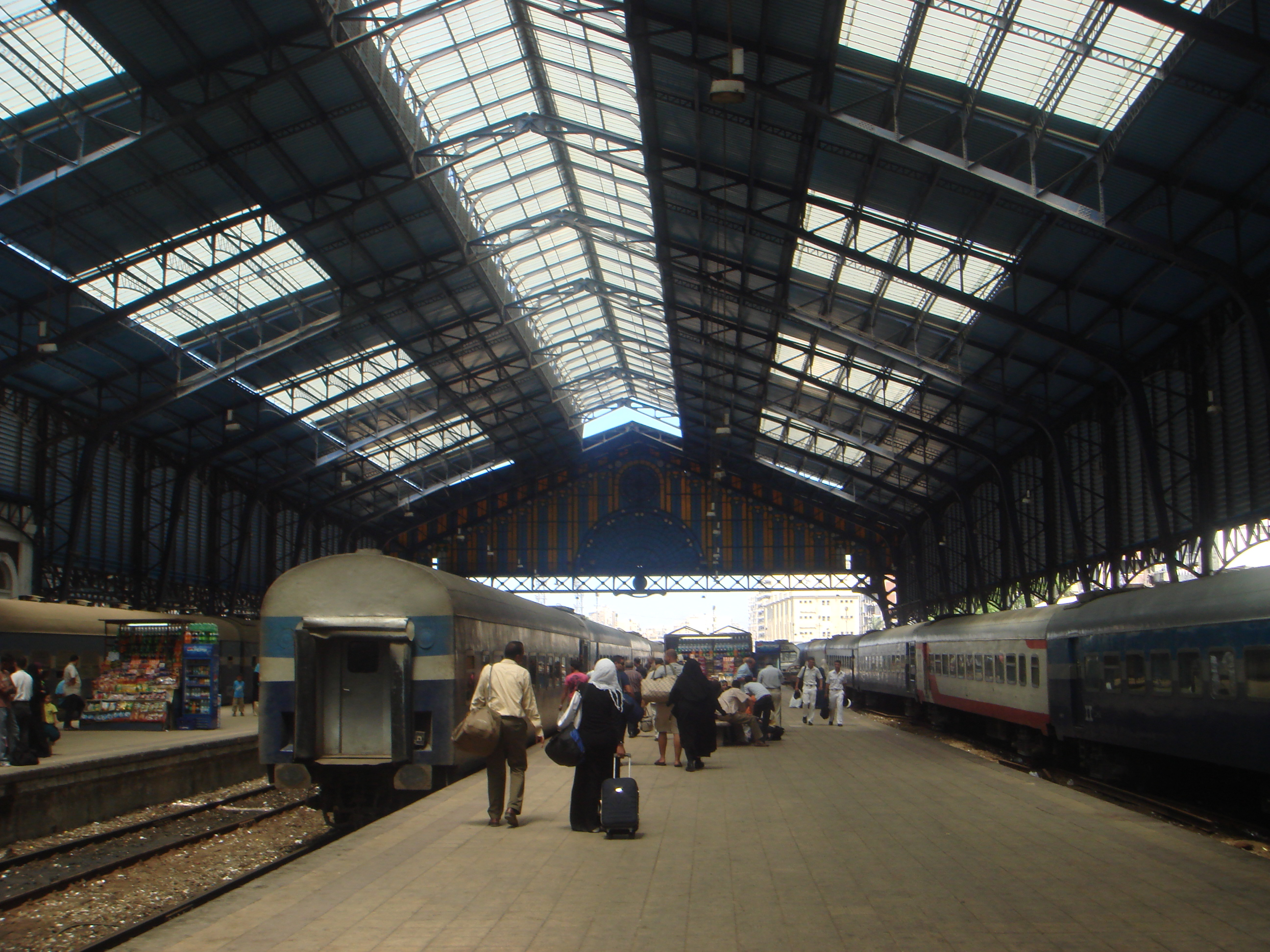
ミスル駅

南西に40km離れた位置にボルグ・エル・アラブ空港がある。エル・ヌーザ空港は2014年に閉鎖された。
都市交通としては地下鉄はなく、トラムとライトレールが重用されている（アレクサンドリア市電）。

## 建築

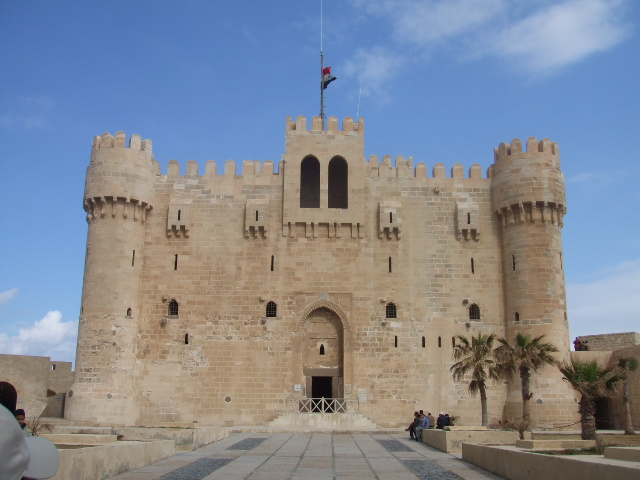
カーイト・ベイ要塞

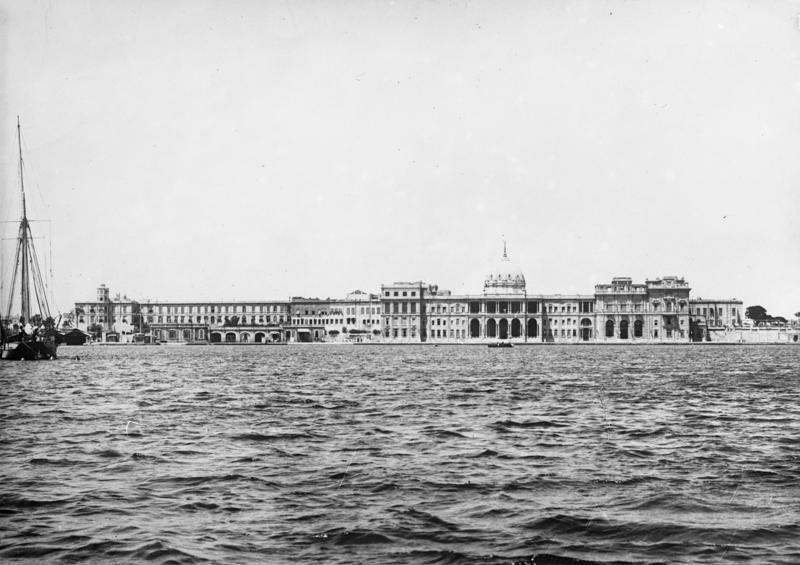
ラス・アル・ティン宮殿

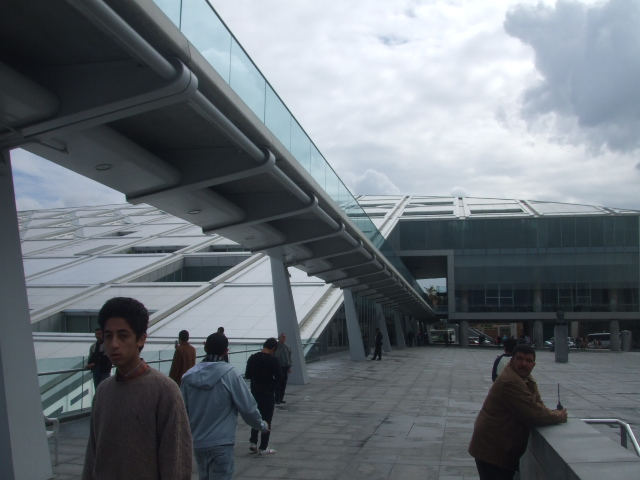
新アレクサンドリア図書館

- グレコ・ローマン博物館 - 紀元前4世紀のアレクサンドロス3世（大王）以降、プトレマイオス朝を経て7世紀アラブ進入までの時期の美術を展示している。
- アブールアッバース・モスク - アレクサンドリアで最も有名なモスク。
- カーイト・ベイの要塞 - マムルーク朝のアシュラフ・カーイトバーイが15世紀に建造した要塞である。世界の七不思議の一つに数えられた、巨大なファロス島の大灯台があった所である。
- ラス・アル・ティン宮殿 - ムハンマド・アリー朝の王家が利用した別荘。現在は政府施設。
- 新アレクサンドリア図書館 - かつてアレクサンドリア図書館があったとされる場所のすぐ近くに2002年にオープンした。自然採光型の近代的な建築様式である。中にはプラネタリウムやアレクサンドリア考古学博物館もあり、様々な収蔵品を見ることができる。また、外装には世界各国の言語が施されており、日本語版も見ることができる。

## 教育
エジプト第二の規模を誇るアレクサンドリア大学がある。同大出身者には、ノーベル化学賞受賞者アフマド・ズウェイル、考古学者ザヒ・ハワス、ムスリム同胞団副団長ハイラト・シャーティルなどがいる。

## 姉妹都市
- ブラチスラヴァ、スロヴァキア
- クリーブランド、アメリカ合衆国
- コンスタンツァ、ルーマニア
- ボルチモア、アメリカ合衆国
- テッサロニキ、ギリシャ
- ジッダ、サウジアラビア
- ダーバン、南アフリカ共和国
- リマソール、キプロス共和国

## 関連文献
- ジャン＝イヴ・アンプルール 『甦るアレクサンドリア　地中海文明の中心都市』 周藤芳幸監訳、吉田春美・花輪照子訳、河出書房新社、1999年
- ジャスティン・ポラード / ハワード・リード 『アレクサンドリアの興亡　現代社会の知と科学技術はここから始まった』 藤井留美訳、主婦の友社、2009年
- P・プティ/ A・ラロンド 『ヘレニズム文明－地中海都市の歴史と文化』 北野徹訳、白水社〈文庫クセジュ〉、2008年
- 野町啓 『謎の古代都市アレクサンドリア』 講談社現代新書、2000年／『学術都市アレクサンドリア』  講談社学術文庫、2009年
- E・M・フォースター 『アレクサンドリア』 中野康司訳、晶文社〈双書20世紀紀行〉、1988年／ちくま学芸文庫、2010年
- ダニエル・ロンドー 『アレクサンドリア』 中条省平・中条志穂訳、Bunkamura出版、 1999年
- 池澤夏樹　『アレクサンドリアの風』 岩波書店、2006年。写真中川道夫